# Koca Yusuf Pascià
Koca Yusuf Pascià (in turco ottomano: خوجة يوسف باشا) (Georgia, 1730 – Gedda, 1800) è stato un politico e militare ottomano di etnia georgiana. Fu gran visir dal 25 gennaio 1786 fino al 28 maggio 1789 e Capitan Pascià dopo il 19 dicembre 1789.
Era un georgiano convertito all'islam. Fu anche governatore della Morea.